# Campeonato Mundial de Halterofilismo de 2019 - Até 49 kg feminino
A categoria até 49 kg feminino foi um evento do Campeonato Mundial de Halterofilismo de 2019, disputado no Centro Nacional de Treinamento Esportivo Oriental, em Pattaya, na Tailândia, entre 18 e 19 de setembro de 2019. 

## Calendário
Horário local (UTC+7)
| Dia            | Horário | Fase    |
| -------------- | ------- | ------- |
| 18 de setembro | 09:30   | Grupo C |
| 19 de setembro | 12:00   | Grupo B |
| 19 de setembro | 17:55   | Grupo A |

## Medalhistas
| Evento    | Ouro               | Ouro   | Prata              | Prata  | Bronze            | Bronze |
| --------- | ------------------ | ------ | ------------------ | ------ | ----------------- | ------ |
| Arranque  | Hou Zhihui (CHN)   | 94 kg  | Jiang Huihua (CHN) | 94 kg  | Ri Song-gum (PRK) | 89 kg  |
| Arremesso | Jiang Huihua (CHN) | 118 kg | Hou Zhihui (CHN)   | 117 kg | Ri Song-gum (PRK) | 115 kg |
| Total     | Jiang Huihua (CHN) | 212 kg | Hou Zhihui (CHN)   | 211 kg | Ri Song-gum (PRK) | 204 kg |

## Recordes
Antes desta competição, o recorde mundial da prova era o seguinte:
| Recorde         | Tipo      | Atleta           | Peso   | Local  | Data                    |
| Recorde Mundial | Arranque  | Hou Zhihui (CHN) | 95 kg  | Tóquio | 6 de julho de 2019      |
| Recorde Mundial | Arremesso | Hou Zhihui (CHN) | 116 kg | Fucheu | 23 de fevereiro de 2019 |
| Recorde Mundial | Total     | Hou Zhihui (CHN) | 210 kg | Fucheu | 23 de fevereiro de 2019 |

Os seguintes novos recordes foram estabelecidos durante esta competição.
| Arremesso | 117 kg | Hou Zhihui (CHN)   | *               |
| Arremesso | 118 kg | Jiang Huihua (CHN) | *               |
| Total     | 211 kg | Hou Zhihui (CHN)   | Recorde mundial |
| Total     | 212 kg | Jiang Huihua (CHN) | Recorde mundial |

* Não era um recorde mundial na época da competição

## Resultado
Os resultados foram os seguintes. 
| Pos.              | Atleta                      | Grupo | Arranque (kg) | Arranque (kg) | Arranque (kg) | Arranque (kg)     | Arremesso (kg) | Arremesso (kg) | Arremesso (kg) | Arremesso (kg)    | Total |
| Pos.              | Atleta                      | Grupo | 1             | 2             | 3             | Resultado         | 1              | 2              | 3              | Resultado         | Total |
| ----------------- | --------------------------- | ----- | ------------- | ------------- | ------------- | ----------------- | -------------- | -------------- | -------------- | ----------------- | ----- |
| Medalha de ouro   | Jiang Huihua (CHN)          | A     | 89            | 92            | 94            | Medalha de prata  | 112            | 117            | 118            | Medalha de ouro   | 212   |
| Medalha de prata  | Hou Zhihui (CHN)            | A     | 89            | 94            | 97            | Medalha de ouro   | 110            | 116            | 117            | Medalha de prata  | 211   |
| Medalha de bronze | Ri Song-gum (PRK)           | A     | 89            | 89            | 92            | Medalha de bronze | 115            | 115            | 118            | Medalha de bronze | 204   |
| 4                 | Saikhom Mirabai Chanu (IND) | A     | 84            | 87            | 89            | 5                 | 110            | 114            | 118            | 4                 | 201   |
| 5                 | Ana Segura (COL)            | A     | 80            | 83            | 85            | 8                 | 101            | 105            | 107            | 5                 | 188   |
| 6                 | Kristina Sobol (RUS)        | A     | 83            | 86            | 88            | 4                 | 95             | 99             | 99             | 12                | 187   |
| 7                 | Beatriz Pirón (DOM)         | A     | 83            | 86            | 88            | 6                 | 101            | 103            | 103            | 9                 | 187   |
| 8                 | Morghan King (USA)          | B     | 80            | 82            | 82            | 9                 | 99             | 101            | 103            | 7                 | 183   |
| 9                 | Windy Cantika Aisah (INA)   | A     | 78            | 78            | 82            | 10                | 97             | 100            | 103            | 11                | 182   |
| 10                | Anaïs Michel (FRA)          | B     | 77            | 79            | 81            | 12                | 98             | 100            | 101            | 8                 | 180   |
| 11                | Dika Toua (PNG)             | B     | 74            | 78            | 80            | 17                | 95             | 100            | 102            | 6                 | 180   |
| 12                | Natasha Figueiredo (BRA)    | B     | 75            | 80            | 83            | 7                 | 95             | 98             | 98             | 18                | 178   |
| 13                | Alyssa Ritchey (USA)        | A     | 78            | 81            | 81            | 19                | 100            | 103            | 103            | 10                | 178   |
| 14                | Katherin Echandía (VEN)     | C     | 75            | 78            | 80            | 15                | 95             | 98             | 100            | 13                | 176   |
| 15                | Lin Cheng-jing (TPE)        | B     | 75            | 78            | 78            | 18                | 95             | 98             | 101            | 15                | 176   |
| 16                | Manon Lorentz (FRA)         | B     | 77            | 79            | 79            | 13                | 93             | 96             | 98             | 17                | 175   |
| 17                | Amanda Braddock (CAN)       | C     | 75            | 78            | 81            | 14                | 92             | 96             | 96             | 16                | 174   |
| 18                | Luana Madeira (BRA)         | B     | 76            | 79            | 81            | 11                | 93             | 96             | 96             | 21                | 174   |
| 19                | Angélica Campoverde (ECU)   | C     | 73            | 76            | 78            | 16                | 94             | 97             | 97             | 19                | 172   |
| 20                | Roilya Ranaivosoa (MRI)     | C     | 73            | 76            | 77            | 26                | 92             | 95             | 98             | 14                | 171   |
| 21                | Elien Perez (PHI)           | C     | 70            | 73            | 75            | 22                | 90             | 93             | 93             | 23                | 165   |
| 22                | Nigora Abdullaeva (UZB)     | C     | 72            | 75            | 79            | 21                | 90             | 93             | 93             | 24                | 165   |
| 23                | Elena Andrieș (ROU)         | C     | 70            | 74            | 76            | 24                | 90             | 90             | 93             | 25                | 164   |
| 24                | Patseang Yi-pang (TPE)      | C     | 70            | 74            | 74            | 25                | 90             | 90             | 94             | 26                | 164   |
| 25                | Fiorella Cueva (PER)        | C     | 67            | 70            | 72            | 29                | 90             | 93             | 93             | 20                | 163   |
| 26                | Lely Burgos (PUR)           | C     | 65            | 70            | 71            | 28                | 88             | 88             | 91             | 22                | 162   |
| 27                | Dinusha Gomes (SRI)         | C     | 70            | 72            | 74            | 27                | 85             | 89             | 89             | 28                | 157   |
| 28                | Kelly-Jo Robson (GBR)       | C     | 67            | 69            | 71            | 31                | 84             | 87             | 87             | 27                | 156   |
| 29                | Noorin Gulam (GBR)          | C     | 66            | 66            | 69            | 32                | 84             | 87             | 87             | 29                | 150   |
| —                 | Ibuki Takahashi (JPN)       | B     | 73            | 74            | 76            | 20                | 95             | 97             | 100            | —                 | —     |
| —                 | Hiromi Miyake (JPN)         | B     | 73            | 75            | —             | 23                | 96             | —              | —              | —                 | —     |
| —                 | Giorgia Russo (ITA)         | B     | 70            | 70            | 70            | 30                | 95             | 95             | 95             | —                 | —     |
| —                 | Ýulduz Jumabaýewa (TKM)     | A     | 78            | 78            | 78            | —                 | —              | —              | —              | —                 | —     |